# Сан-Дженезіо-Атезіно
Сан-Дженезіо-Атезіно (італ. San Genesio Atesino) — муніципалітет в Італії, у регіоні Трентіно-Альто-Адідже,  провінція Больцано.
Сан-Дженезіо-Атезіно розташований на відстані близько 530 км на північ від Рима, 55 км на північ від Тренто, 4 км на північ від Больцано.

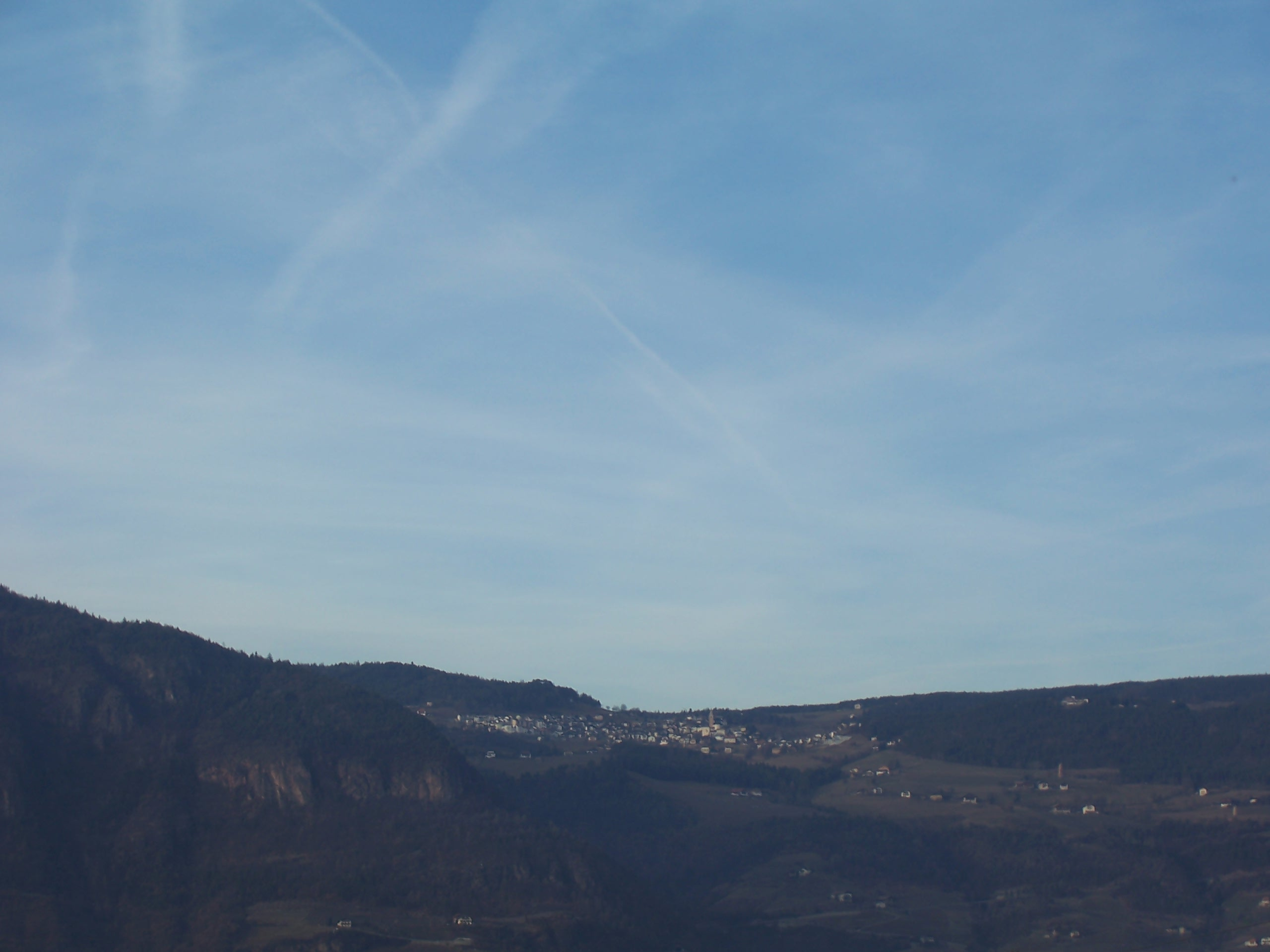

Населення — 3047 осіб (2014).

## Демографія
Населення за роками:

Станом на 1 січня 2023 року в муніципалітеті офіційно проживав 101 іноземець з 31 країни, серед них 58 громадян країн Євросоюзу та 2 громадяни України.

## Сусідні муніципалітети
- Больцано
- Мельтіна
- Ренон
- Сарентіно
- Терлано